# Seznam katastrálních území v okrese Znojmo
Zde je uveden kompletní výčet katastrálních území okresu Znojmo, včetně jejich rozlohy a evidenčních částí obcí, které na nich leží.

## Seznam katastrálních území
V okrese Znojmo se nachází 174 katastrálních území, celková rozloha okresu činí 1590,39 km².
| Název KÚ                          | Části obce                         | Obec                          | Výměra (v km²) |
| --------------------------------- | ---------------------------------- | ----------------------------- | -------------- |
| Bantice                           | Bantice                            | Bantice                       | 3,76           |
| Běhařovice                        | Běhařovice                         | Běhařovice                    | 3,98           |
| Bezkov                            | Bezkov                             | Bezkov                        | 5,63           |
| Bítov                             | Bítov                              | Bítov                         | 6,07           |
| Blanné                            | Blanné                             | Blanné                        | 2,47           |
| Bohutice                          | Bohutice                           | Bohutice                      | 7,18           |
| Bojanovice u Znojma               | Bojanovice                         | Bojanovice                    | 11,40          |
| Borotice nad Jevišovkou           | Borotice                           | Borotice                      | 12,06          |
| Boskovštejn                       | Boskovštejn                        | Boskovštejn                   | 7,60           |
| Božice                            | Božice                             | Božice                        | 16,95          |
| Břežany u Znojma                  | Břežany                            | Břežany                       | 16,41          |
| Citonice                          | Citonice                           | Citonice                      | 8,94           |
| Ctidružice                        | Ctidružice                         | Ctidružice                    | 12,66          |
| Čejkovice u Znojma                | Čejkovice                          | Čejkovice                     | 9,20           |
| Čermákovice                       | Čermákovice                        | Čermákovice                   | 5,32           |
| Černín                            | Černín                             | Černín                        | 9,94           |
| České Křídlovice                  | Božice                             | Božice                        | 12,94          |
| Čížov                             | Čížov                              | Horní Břečkov                 | 14,69          |
| Damnice                           | Damnice                            | Damnice                       | 7,99           |
| Derflice                          | Derflice                           | Znojmo                        | 3,37           |
| Dobelice                          | Dobelice                           | Dobelice                      | 4,00           |
| Dobronice                         | Dobronice                          | Tavíkovice                    | 4,47           |
| Dobřínsko                         | Dobřínsko                          | Dobřínsko                     | 5,51           |
| Dobšice u Znojma                  | Dobšice                            | Dobšice                       | 4,74           |
| Dolenice                          | Dolenice                           | Dolenice                      | 4,46           |
| Dolní Dubňany                     | Dolní Dubňany                      | Dolní Dubňany                 | 8,12           |
| Domčice                           | Horní Dunajovice                   | Horní Dunajovice              | 2,53           |
| Dyjákovice                        | Dyjákovice                         | Dyjákovice                    | 19,30          |
| Dyjákovičky                       | Dyjákovičky                        | Dyjákovičky                   | 13,00          |
| Dyje                              | Dyje                               | Dyje                          | 4,60           |
| Džbánice                          | Džbánice                           | Džbánice                      | 5,40           |
| Grešlové Mýto                     | Grešlové Mýto                      | Grešlové Mýto                 | 2,16           |
| Havraníky                         | Havraníky                          | Havraníky                     | 9,20           |
| Hevlín                            | Hevlín                             | Hevlín                        | 26,94          |
| Hluboké Mašůvky                   | Hluboké Mašůvky                    | Hluboké Mašůvky               | 12,84          |
| Hnanice                           | Hnanice                            | Hnanice                       | 7,77           |
| Hodonice                          | Hodonice                           | Hodonice                      | 8,72           |
| Horní Břečkov                     | Horní Břečkov                      | Horní Břečkov                 | 6,42           |
| Horní Dubňany                     | Horní Dubňany                      | Horní Dubňany                 | 6,74           |
| Horní Dunajovice                  | Horní Dunajovice                   | Horní Dunajovice              | 7,52           |
| Horní Kounice                     | Horní Kounice                      | Horní Kounice                 | 12,37          |
| Hostěradice na Moravě             | Hostěradice                        | Hostěradice                   | 14,37          |
| Hostim                            | Hostim                             | Hostim                        | 19,00          |
| Hrabětice                         | Hrabětice                          | Hrabětice                     | 16,04          |
| Hrádek u Znojma                   | Hrádek                             | Hrádek                        | 21,69          |
| Hrušovany nad Jevišovkou          | Hrušovany nad Jevišovkou           | Hrušovany nad Jevišovkou      | 25,31          |
| Chlupice                          | Chlupice                           | Hostěradice                   | 3,82           |
| Chvalatice                        | Chvalatice                         | Chvalatice                    | 11,81          |
| Chvalovice                        | Hatě, Chvalovice                   | Chvalovice                    | 8,84           |
| Jamolice                          | Jamolice                           | Jamolice                      | 12,94          |
| Jaroslavice                       | Jaroslavice                        | Jaroslavice                   | 15,78          |
| Jazovice                          | Jazovice                           | Starý Petřín                  | 7,75           |
| Ječmeniště                        | Hnízdo                             | Vrbovec                       | 2,37           |
| Jevišovice                        | Jevišovice                         | Jevišovice                    | 7,86           |
| Jezeřany                          | Jezeřany-Maršovice                 | Jezeřany-Maršovice            | 6,15           |
| Jiřice u Miroslavi                | Jiřice u Miroslavi                 | Jiřice u Miroslavi            | 8,53           |
| Jiřice u Moravských Budějovic     | Jiřice u Moravských Budějovic      | Jiřice u Moravských Budějovic | 3,84           |
| Kadov                             | Kadov                              | Kadov                         | 6,25           |
| Konice u Znojma                   | Konice                             | Znojmo                        | 3,50           |
| Kordula                           | Rešice                             | Rešice                        | 1,07           |
| Korolupy                          | Korolupy                           | Korolupy                      | 15,47          |
| Kravsko                           | Kravsko                            | Kravsko                       | 8,26           |
| Krhovice                          | Krhovice                           | Krhovice                      | 8,13           |
| Křepice                           | Křepice                            | Křepice                       | 7,24           |
| Křídlůvky                         | Křídlůvky                          | Křídlůvky                     | 7,87           |
| Kubšice                           | Kubšice                            | Kubšice                       | 4,01           |
| Kuchařovice                       | Kuchařovice                        | Kuchařovice                   | 7,57           |
| Kyjovice                          | Kyjovice                           | Kyjovice                      | 6,52           |
| Lančov                            | Lančov                             | Lančov                        | 15,08          |
| Lechovice                         | Lechovice                          | Lechovice                     | 5,73           |
| Lesná u Znojma                    | Lesná                              | Lesná                         | 3,43           |
| Lesonice u Moravského Krumlova    | Lesonice                           | Lesonice                      | 6,60           |
| Litobratřice                      | Litobratřice                       | Litobratřice                  | 19,88          |
| Lubnice                           | Lubnice                            | Lubnice                       | 7,58           |
| Lukov nad Dyjí                    | Lukov                              | Lukov                         | 14,28          |
| Mackovice                         | Mackovice                          | Mackovice                     | 11,80          |
| Maršovice                         | Jezeřany-Maršovice                 | Jezeřany-Maršovice            | 4,54           |
| Mašovice u Znojma                 | Mašovice                           | Mašovice                      | 11,15          |
| Medlice                           | Medlice                            | Medlice                       | 6,98           |
| Městys Blížkovice                 | Blížkovice                         | Blížkovice                    | 6,61           |
| Mešovice                          | Mešovice                           | Uherčice                      | 7,78           |
| Micmanice                         | Micmanice                          | Strachotice                   | 10,10          |
| Mikulovice u Znojma               | Mikulovice                         | Mikulovice                    | 13,79          |
| Milíčovice                        | Milíčovice                         | Milíčovice                    | 6,94           |
| Miroslav                          | Kašenec, Miroslav                  | Miroslav                      | 26,60          |
| Miroslavské Knínice               | Miroslavské Knínice                | Miroslavské Knínice           | 8,64           |
| Míšovice                          | Míšovice                           | Hostěradice                   | 9,27           |
| Morašice                          | Morašice                           | Morašice                      | 5,60           |
| Moravský Krumlov                  | Moravský Krumlov, Polánka, Rakšice | Moravský Krumlov              | 42,55          |
| Mramotice                         | Kasárna, Mramotice                 | Znojmo                        | 6,05           |
| Načeratice                        | Načeratice                         | Znojmo                        | 4,21           |
| Našiměřice                        | Našiměřice                         | Našiměřice                    | 6,04           |
| Němčičky nad Jevišovkou           | Němčičky                           | Němčičky                      | 4,95           |
| Nový Petřín                       | Nový Petřín                        | Starý Petřín                  | 3,29           |
| Nový Šaldorf                      | Nový Šaldorf                       | Nový Šaldorf-Sedlešovice      | 4,26           |
| Oblekovice                        | Oblekovice                         | Znojmo                        | 9,53           |
| Olbramkostel                      | Olbramkostel                       | Olbramkostel                  | 10,77          |
| Olbramovice u Moravského Krumlova | Olbramovice                        | Olbramovice                   | 17,21          |
| Oleksovice                        | Oleksovice                         | Oleksovice                    | 18,33          |
| Oleksovičky                       | Oleksovičky                        | Slup                          | 2,98           |
| Onšov na Moravě                   | Onšov                              | Onšov                         | 5,58           |
| Oslnovice                         | Oslnovice                          | Oslnovice                     | 6,12           |
| Pavlice                           | Pavlice                            | Pavlice                       | 14,01          |
| Petrovice u Moravského Krumlova   | Petrovice                          | Petrovice                     | 4,66           |
| Plaveč                            | Plaveč                             | Plaveč                        | 10,34          |
| Plenkovice                        | Plenkovice                         | Plenkovice                    | 4,37           |
| Podhradí nad Dyjí                 | Podhradí nad Dyjí                  | Podhradí nad Dyjí             | 6,20           |
| Podmolí                           | Podmolí                            | Podmolí                       | 13,81          |
| Podmyče                           | Podmyče                            | Podmyče                       | 5,66           |
| Polánka u Moravského Krumlova     | Polánka                            | Moravský Krumlov              | 4,07           |
| Popice u Znojma                   | Popice                             | Znojmo                        | 6,91           |
| Práče                             | Práče                              | Práče                         | 7,41           |
| Pravice                           | Pravice                            | Pravice                       | 9,93           |
| Prokopov                          | Prokopov                           | Prokopov                      | 2,45           |
| Prosiměřice                       | Prosiměřice                        | Prosiměřice                   | 6,44           |
| Přeskače                          | Přeskače                           | Přeskače                      | 4,92           |
| Přímětice                         | Přímětice                          | Znojmo                        | 8,30           |
| Ratišovice                        | Ratišovice                         | Běhařovice                    | 3,97           |
| Rešice                            | Rešice                             | Rešice                        | 8,90           |
| Rokytná                           | Rokytná                            | Moravský Krumlov              | 2,93           |
| Rozkoš u Jevišovic                | Rozkoš                             | Rozkoš                        | 12,36          |
| Rudlice                           | Rudlice                            | Rudlice                       | 3,80           |
| Rybníky na Moravě                 | Rybníky                            | Rybníky                       | 8,42           |
| Sedlešovice                       | Sedlešovice                        | Nový Šaldorf-Sedlešovice      | 4,20           |
| Skalice u Znojma                  | Skalice                            | Skalice                       | 9,47           |
| Slatina u Jevišovic               | Slatina                            | Slatina                       | 8,04           |
| Slup                              | Slup                               | Slup                          | 12,75          |
| Stálky                            | Stálky                             | Stálky                        | 12,10          |
| Starý Petřín                      | Starý Petřín                       | Starý Petřín                  | 7,50           |
| Stošíkovice na Louce              | Stošíkovice na Louce               | Stošíkovice na Louce          | 6,17           |
| Strachotice                       | Strachotice                        | Strachotice                   | 10,38          |
| Střelice u Jevišovic              | Střelice                           | Střelice                      | 12,15          |
| Stupešice                         | Stupešice                          | Běhařovice                    | 6,08           |
| Suchohrdly u Miroslavi            | Suchohrdly u Miroslavi             | Suchohrdly u Miroslavi        | 7,83           |
| Suchohrdly u Znojma               | Suchohrdly                         | Suchohrdly                    | 13,68          |
| Šafov                             | Šafov                              | Šafov                         | 9,50           |
| Šanov nad Jevišovkou              | Šanov                              | Šanov                         | 20,35          |
| Šatov                             | Šatov                              | Šatov                         | 13,44          |
| Štítary na Moravě                 | Štítary                            | Štítary                       | 24,97          |
| Šumná                             | Šumná                              | Šumná                         | 11,96          |
| Tasovice nad Dyjí                 | Tasovice                           | Tasovice                      | 15,90          |
| Tavíkovice                        | Tavíkovice                         | Tavíkovice                    | 5,59           |
| Těšetice u Znojma                 | Těšetice                           | Těšetice                      | 7,27           |
| Trnové Pole                       | Trnové Pole                        | Trnové Pole                   | 4,44           |
| Trstěnice u Moravského Krumlova   | Trstěnice                          | Trstěnice                     | 14,39          |
| Tulešice                          | Tulešice                           | Tulešice                      | 7,29           |
| Tvořihráz                         | Tvořihráz                          | Tvořihráz                     | 10,94          |
| Uherčice u Znojma                 | Uherčice                           | Uherčice                      | 4,74           |
| Újezd nad Rokytnou                | Újezd                              | Újezd                         | 5,73           |
| Únanov                            | Únanov                             | Únanov                        | 12,15          |
| Valtrovice                        | Valtrovice                         | Valtrovice                    | 7,73           |
| Vedrovice                         | Vedrovice                          | Vedrovice                     | 7,36           |
| Velký Karlov                      | Velký Karlov                       | Velký Karlov                  | 13,49          |
| Vémyslice                         | Vémyslice                          | Vémyslice                     | 12,33          |
| Ves Blížkovice                    | Blížkovice                         | Blížkovice                    | 14,20          |
| Vevčice                           | Vevčice                            | Vevčice                       | 5,92           |
| Višňové                           | Višňové                            | Višňové                       | 15,27          |
| Vítonice u Znojma                 | Vítonice                           | Vítonice                      | 5,75           |
| Vracovice u Horního Břečkova      | Vracovice                          | Vracovice                     | 6,03           |
| Vranov nad Dyjí                   | Vranov nad Dyjí                    | Vranov nad Dyjí               | 13,42          |
| Vranovská Ves                     | Vranovská Ves                      | Vranovská Ves                 | 4,30           |
| Vratěnín                          | Vratěnín                           | Vratěnín                      | 14,73          |
| Vrbovec                           | Hnízdo, Vrbovec                    | Vrbovec                       | 17,30          |
| Výrovice                          | Výrovice                           | Výrovice                      | 4,93           |
| Vysočany u Znojma                 | Vysočany                           | Vysočany                      | 7,26           |
| Zábrdovice u Vedrovic             | Vedrovice                          | Vedrovice                     | 0,22           |
| Zálesí u Bítova                   | Zálesí                             | Zálesí                        | 7,18           |
| Zblovice                          | Zblovice                           | Zblovice                      | 4,49           |
| Znojmo-Hradiště                   | Znojmo                             | Znojmo                        | 8,04           |
| Znojmo-Louka                      | Znojmo                             | Znojmo                        | 4,94           |
| Znojmo-město                      | Znojmo                             | Znojmo                        | 11,04          |
| Želetice u Znojma                 | Želetice                           | Želetice                      | 6,06           |
| Žerotice                          | Žerotice                           | Žerotice                      | 5,74           |
| Žerůtky u Znojma                  | Žerůtky                            | Žerůtky                       | 2,19           |
| Celková výměra (v km²)            | Celková výměra (v km²)             | Celková výměra (v km²)        | 1590,39        |

## Zrušená katastrální území
V této tabulce jsou uvedena katastrální území na území dnešního okresu Znojmo, která byla v minulosti zrušena.
| Název KÚ               | Sídla           | Současná obec            | Rok vzniku | Vyčleněno z KÚ | Rok zrušení | Začleněno do KÚ                   |
| ---------------------- | --------------- | ------------------------ | ---------- | -------------- | ----------- | --------------------------------- |
| Babice                 | Babice          | Olbramovice              |            |                | 1966        | Olbramovice u Moravského Krumlova |
| Bohumilice             | Bohumilice      | Znojmo                   |            |                | 1968        | Oblekovice                        |
| Bohunice               | Bohunice        | Prosiměřice              |            |                | 1958        | Prosiměřice                       |
| Heřmanov               | Heřmanov        | Čejkovice                |            |                | 1958        | Čejkovice u Znojma                |
| Hnízdo                 | Hnízdo          | Vrbovec                  |            |                | 1958        | Vrbovec                           |
| Kašenec                | Kašenec         | Miroslav                 |            |                | 1966        | Miroslav                          |
| Konice II              | –               | Nový Šaldorf-Sedlešovice |            |                | 1983        | Nový Šaldorf                      |
| Křížovice Pustina      | –               | Božice                   |            |                | 1948        | Božice                            |
| Lidměřice              | Lidměřice       | Olbramovice              |            |                | 1966        | Olbramovice u Moravského Krumlova |
| Moravský Krumlov II    | –               | Moravský Krumlov         | 1874       | Rakšice        | 1979        | Moravský Krumlov                  |
| Moskovice Pustina      | –               | Valtrovice               |            |                | 1948        | Valtrovice                        |
| Němčice Pustina        | –               | Strachotice              |            |                | 1948        | Strachotice                       |
| Nesachleby             | Nesachleby      | Znojmo                   |            |                | 1968        | Oblekovice                        |
| Pemdorf                | Pemdorf         | Miroslav                 |            |                | 1966        | Miroslav                          |
| Petrovice Pustina      | –               | Božice                   |            |                | 1948        | České Křídlovice                  |
| Rakšice                | Rakšice         | Moravský Krumlov         |            |                | 1979        | Moravský Krumlov                  |
| Rochovice Pustina      | –               | Božice                   |            |                | 1948        | České Křídlovice                  |
| Starý Šaldorf          | Starý Šaldorf   | Znojmo                   |            |                | 1952        | Znojmo-Louka                      |
| Václavov               | Václavov        | Miroslav                 |            |                | 1966        | Miroslav                          |
| Znojmo Dolní Předměstí | Dolní Předměstí | Znojmo                   |            |                | 1952        | Znojmo-město                      |
| Znojmo Dyje            | Dyje            | Znojmo                   |            |                | 1952        | Znojmo-město                      |
| Znojmo Horní Předměstí | Horní Předměstí | Znojmo                   |            |                | 1952        | Znojmo-město                      |
| Znojmo Mansberk        | Mansberk        | Znojmo                   |            |                | 1952        | Znojmo-město                      |
| Znojmo Novosady        | Nové Sady       | Znojmo                   |            |                | 1952        | Znojmo-město                      |
| Želovice               | Želovice        | Olbramovice              |            |                | 1966        | Olbramovice u Moravského Krumlova |